# Sean O’Riordan
Seán O’Riordan CSsR (oft Sean ohne Akzent geschrieben, * 18. Oktober 1916 in Tralee; † 26. Januar 1998 in Rom) war ein irischer Ordensgeistlicher und Moraltheologe.

## Leben
Er lehrte als Professor für Moraltheologie der Pontificia Accademia Alfonsiana und als Gastprofessor an der Universität in den USA, Südafrikas, Australien, der Philippinen, Irland und England.

## Schriften (Auswahl)
- mit Michael Donnellan: Following Christ. London 1968, OCLC 896644528.
- Seminar for local superiors and mistresses of formation of Sisters of Mercy, Australia. Brisbane 1969, OCLC 220208428.
- mit Gabriella Persico: The Eucharist today. Dublin 1975, ISBN 0853423474.